# Michael Matijevic
Michael Matijevic (nato Miǉenko Matijević; Zagabria, 30 novembre 1964) è un cantante statunitense di origine croata, frontman del gruppo heavy metal degli Steelheart.

## Biografia

### Gli inizi
Michael nacque nei pressi di Zagabria, nell'allora Jugoslavia, nel 1964. Crebbe in un piccolo paese vicino alla città con i suoi nonni e John, il suo fratello maggiore. Non passò molto tempo che scoprì le sue grandi doti vocali. All'età di 5 anni cominciò a cantare in radio. All'epoca i suoi genitori erano negli Stati Uniti per cercare di trovare una casa. Nel 1970, dopo averla trovata, tornarono in Jugoslavia per portare John e Michael a vivere con loro negli States. Si spostarono a Scarsdale (New York), in un appartamento situato sopra l'ufficio di un dottore.
Suo padre lavorava dall'altra parte della strada per installare l'impianto elettrico di un nuovo ospedale. I due fratelli erano soliti a guardare il padre dalla finestra mentre lavorava. Quando Michael aveva 7 anni, la famiglia si spostò a Greenwich, Connecticut, nella più brutta casa della strada. Poco dopo il loro arrivo, il fratello John decise di imparare a suonare la chitarra. Assieme i due iniziarono a suonare musica country poiché era la musica preferita del padre. Avevano la convinzione che in America tutti ascoltassero solo country music.
I due impararono in fretta, e non passò molto tempo che loro padre li introdusse nei club polacchi, ebraici e dei veterani dove trovarono spazio per le loro esibizioni. All'età di 9 anni Michael iniziò a cantare nel coro della chiesa. Mentre a 11 scoprì i Led Zeppelin e la sua vita cambiò, ed iniziarono le difficoltà.
I due fratelli amavano questo tipo di musica, ma al padre non andava giù. Era una costante battaglia su questo piano. All'età di 13 anni i fratelli fondarono una band dal nome di "Teazer" dove suonavano materiale dei Led Zeppelin, Black Sabbath ma anche brani propri. Poco tempo dopo si fece avanti un produttore chiamato Morgan Walker che dimostrò interesse per il gruppo. Ancora prima di capire cosa stesse succedendo si ritrovarono a New York City, a lavorare alle composizioni per un disco. Infine il loro sogno era realizzato. A 15 anni, Michael raggiunse una band chiamata "The Mission". Dopo aver inciso del materiale egli abbandonerà però il gruppo.

### Steelheart
Poco dopo, ricevette una chiamata da un certo Don Stroh. Don era il proprietario dei Showcase Studios, situato a Norwalk, Connecticut. Stroh aveva visto Michael esibirsi con i "The Mission" e gli raccontò che avrebbe potuto far parte di una band che lui aveva assemblato.
Il cantante accettò la proposta e a 16 anni raggiunse la band composta da James Ward, Chris Risola, e Jack Wilkinson, questa sarà chiamata "Red Alert". Jack sarà poi sostituito da John Fowler, mentre venne aggiunto anche il chitarrista ritmico Frank DeCostanzo. Durante le scuole superiori Michael decise di abbandonare gli studi per dedicarsi pienamente all'attività di cantante con la sua band.
Dopo aver completato una demo di cinque brani, Jimmy, l'amico John e Michael decisero di spostarsi a Los Angeles alla ricerca di un contratto discografico, non avendo però la minima idea di come fare a procurarselo. Tuttavia dopo neanche un mese, riuscirono a trovare un nuovo manager ed un contratto con la major label MCA Records. Cambiarono nome in Steelheart e nel 1990 pubblicarono l'album di debutto Steelheart, che vendette oltre un milione di copie, seguito da un tour mondiale.
Sarà poi pubblicato il seguito intitolato Tangled in Reins. Dopo un tour di successo in Asia e Europa la band tornò negli States per supportare i Great White. Nell'ultima parte del tour gli Steelheart vennero invitati ad aprire l'ultimo show per gli Slaughter alla McNichols Sports Arena di Denver, Colorado, durante la notte di Halloween.
Mentre la band stava suonando il brano "Dancing in the Fire", Matijevic decise di arrampicarsi su un faro che era stato fissato male. Il cantante provò a fissare il faro, ma, una volta sceso dalla torretta dal peso di circa 450 chili, questa cadde su Matijevic di spalle. La torretta lo colpì violentemente dietro testa, facendolo cadere sbattendo la faccia a terra e provocandogli la rottura del naso, degli zigomi, della mascella e ledendogli la spina dorsale.
Matijevic trovò miracolosamente la forza per alzarsi in piedi davanti a 13.000 persone ed uscire dallo stage, venendo subito ricoverato in ospedale con 28 punti dietro la nuca. Dopo questo tragico evento, che causò seri problemi al frontman per diverso tempo la band, impossibilitata a proseguire la carriera, si sciolse nello stesso 1992.
Fu solo una volta tornato a casa che per il frontman iniziò la vera sofferenza. Per mesi il dolore era così lancinante che bastavano dei movimenti minimi della testa per provocare un dolore esasperante. Inoltre l'incidente gli provocò anche la perdita di una buona parte della memoria. Dopo due anni Michael incontrò un neurofisiologo che gli spiegò che aveva subìto un "TBI", Traumatic Brain Injury (trauma cranico). Ci vollero altri due anni per concentrarsi, focalizzare e riprogrammare la sua mente. Durante questo brutto periodo Matjevic non venne mai rimborsato né gli venne donato alcun compenso finanziario.
Nel 1995 formò una nuova incarnazione degli Steelheart, composta da Kenny Kanowski, Vincent Melle, e Alex Macarovich. Registrarono in Inghilterra un nuovo album intitolato Wait che venne pubblicato l'anno successivo. Il disco venne chiamato "Wait" (attesa) a causa dei lunghi tempi di attesa nello svincolarsi dall'etichetta discografica e dal manager che aveva preso più di quanto gli spettava. Dopo aver pagato una grossa somma di denaro ad entrambi, Matjevic poté finalmente riprendere l'attività senza restrizioni dopo due anni.
Gli Steelheart intrapresero un tour in Asia per supportare il nuovo disco Wait. Parteciparono a 28 show in 32 giorni in 13 diversi paesi. Il tour ebbe un grande impatto grazie alla title track che ottenne la 1ª posizione in molti paesi asiatici. Più tardi suonarono in Corea in occasione di due concerti allo Stadio olimpico di Seul.
Il disco non apparve sul mercato europeo e americano a causa di questioni legali. Successivamente Michael fondò una sua etichetta, la Steelheart Records. Poco dopo il ritorno dall'Asia, sua madre morì all'età di 56 anni dopo una dura battaglia contro la leucemia. Un anno dopo il suo migliore amico Frankie Daniels, morì anch'egli per la stessa causa.

### Tempi recenti
Poco dopo, ricevette una chiamata da un vecchio amico e noto produttore degli anni d'oro, Tom Werman. Egli chiese a Michael se era disposto a partecipare con la sua voce ad un film chiamato "Metal God", che sarà poi intitolato Rock Star. Il cantante doppierà l'attore Mark Wahlberg in diversi brani, alternato ad un altro noto cantante, Jeff Scott Soto. Michael, sotto lo pseudonimo di Mikey Steel, cantò in otto tracce della colonna sonora del film, e tra queste figurava il brano "We All Die Young" (tratto dal disco Wait) e "Reckless", una reinterpretazione di Kane Roberts, ex chitarrista di Alice Cooper. Dopo aver completato il progetto Rock Star, Michael si spostò in Europa per tre mesi per approfondire i suoi interessi per la musica elettronica techno-trance, passando dalla LoveParade di Berlino all'isola di Ibiza, al Bull Dogs di Amsterdam. Nel gennaio 2003 circolò la notizia che Mike Matijevic aveva partecipato ad un'audizione per una nuova superband composta de tre ex membri dei Guns N' Roses: Slash, Duff McKagan e Matt Sorum. Tuttavia di questo progetto non si ebbero più notizie. Dopo la morte di suo padre nel settembre 2003, Michael ricambiò legalmente il suo nome in "Miljenko", "Mili" Matijevic.
Per quasi tre anni Miljenko lavorò alla pubblicazione del nuovo album degli Steelheart, il quale nome annunciato in origine doveva essere Samurai. Infine questo verrà reintitolato Good 2B Alive e pubblicato il 15 settembre 2008.
Nel 2010 ha intrapreso un breve tour statunitense con Ray Manzarek e Robby Krieger dei The Doors, cantando le parti dello storico frontman Jim Morrison.

## Discografia

### Con gli Steelheart

#### Album in studio
- Steelheart (1990)
- Tangled in Reins (1992)
- Wait (1996)
- Good 2B Alive (2008)
- Through Worlds of Stardust (2017)

#### EP
- Just a Taste (2006)

### Altri album
- Rock Star Original Soundtrack (2001)

## Videografia
- Steelheart - I'll Never Let You Go/Everybody Loves Eileen (1991) - VHS
- Steelheart - The Videos (1992) - Laserdisc
- Steelheart - Still Hard (2005) - DVD